# Johann Heinrich Christian Schubart
Johann Heinrich Christian Schubart (Marburgo, 28 febbraio 1800 – Kassel, 1º maggio 1885) è stato un filologo classico e bibliotecario tedesco.

## Biografia
Dal 1816 al 1820 studiò storia antica all'Università di Marburgo, successivamente continuò la sua formazione a Heidelberg come studente di Friedrich Creuzer e Friedrich Christoph Schlosser. Conseguì il dottorato a Marburgo con la tesi di laurea intitolata De Hyperboreis e per diversi anni lavorò come insegnante privato per varie famiglie nobili nel Württemberg e in Austria.

## Opere
- De Hyperboreis : commentatio inauguralis, 1825.
- Quaestiones genealogicae historicae in antiquitatem heroicam graecam, 1832.
- Pausaniae Descriptio Graeciae, (con Ernst Christian Walz) 3 volumi, 1838-39.
- Leben und thaten des durchleuchtigsten fursten und herren Philippi Magnanimi : Landgraffen Zu Hessen (curato da Wigand Lauze; con Karl Bernhardi, 2 volumi in 5) 1841-47.
- Bruchstücke zu einer Methodologie der diplomatischen Kritik, 1855.
- Ueber den zweiten und dritten Hauptabschnitt des Platonischen Theätet, 1869.[3]